# Kjell Opseth
Kjell Olav Opseth (ur. 2 stycznia 1936 w Førde, zm. 3 grudnia 2017 tamże) – norweski polityk, parlamentarzysta, minister transportu i komunikacji w latach 1990–1996 oraz minister ds. samorządów 1996–1997.

## Działalność publiczna
Od 1981 do 2001 bez przerwy zasiadał w parlamencie z okręgu Sogn og Fjordane. W parlamentarnej karierze był członkiem komisji: ds. nominacji, energii i przemysłu, spraw zagranicznych i konstytucyjnych, transportu oraz wyborczej. Pozostawał członkiem gabinetów Gro Harlem Brundtland i Thorbjørna Jaglanda. Od 2001 do 2008 zasiadał w radzie trustu zarządzającego szpitalami w regionie Sogn og Fjordane.